# عصب طبلي
العصب الطبلي (بالإنجليزية: Tympanic nerve)‏ هو عصب يتَفرعُ من العصب البلعومي اللساني. تتفرعُ منه ضفيرة طبلية.